# HD 31754
HD 31754，又名CP-66 338，SAO 249138、HR 1598，是一颗恒星，视星等为6.41，位于銀經277.61，銀緯-36.31，其B1900.0坐标为赤經4h 53m 21.2s，赤緯-66° -36.31′ 7″。